# Heber Jentzsch
Heber Carl Jentzsch (Salt Lake City, 30 de noviembre de 1935) es un cienciólogo estadounidense que fue presidente de la Iglesia de la Cienciología Internacional desde 1982 hasta 2010.

## Primeros años
Heber Jentzsch nació en 1935 en Salt Lake City. Creció en una familia mormona. Fue llamado así por el líder mormón Heber C. Kimball. Aunque nunca fue bautizado dentro de la iglesia mormona, él se indentificaba a sí mismo como un "mormón creyente".
Es hijo del polígamo Carl Jentzsch y de su tercera esposa, Pauline. Heber tiene 42 hermanos.. En 1955 Carl fue arrestado y fue excomulgado de los mormones.
Heber Jentzsch fue educado en el Weber College en Ogden, Utah, y en la Universidad de Utah, donde se graduó en 1959 con un grado en comunicaciones. Él también estudió religiones orientales.
Antes de 1967, trabajó como periodista para Los Angeles Free Press y como actor, teniendo un pequeño papel en la película Paint Your Wagon.  También tuvo un pequeño papel en un episodio de la serie de televisión de la década de 1960 Combat! y otro papel que no salió en los créditos en la película 1776.

## Cienciología
Jentzsch se unió a la iglesia de la Cienciología en 1967 después de haber sido curado por la descarga de purificación de la cienciología de unas quemaduras de radiación que había tenido desde los 15 años.
Durante la década de 1970, Jentzsch se convirtió en director de relaciones públicas de la posteriormente notoria Oficina del Guardián, sirviendo como portavoz y jefe de prensa de la iglesia de la Cienciología. Continuó en este cargo desde su promoción como presidente de la iglesia de la Cienciología Internacional en 1982. En enero de 1986, Jentzsch habló con la prensa en nombre de la iglesia para anunciar la muerte de L. Ron Hubbard. A menudo ha aparecido en entrevistas en periódicos, defendiendo agresivamente a la iglesia en varias ocasiones. A pesar de su preeminencia en los medios, ha sido llamado presidente de paja (titular president). Es a veces descrito como "el portavoz líder de la Iglesia de la Cienciología Internacional" en publicaciones de la iglesia.

## Arresto y juicio en España
En 1988 fue arrestado en España con otros 69 miembros de la Cienciología. Jentzsch fue encarcelado durante tres semanas. Fue liberado y voló a los Estados Unidos después de que la cienciología pagase una fianza de aproximadamente un millón de dólares. Dieciséis personas, incluido Jentzsch, fue acusadas de "asociación ilegal" y otros crímenes, incluyendo fraude fiscal y de poner en peligro la salud público. El juicio empezó en febrero de 2001, pero Jentzsch no se presentó. La fiscalía pidió para él 56 años de prisión. Sin embargo, el tribunal provincial de Madrid desestimó todos los cargos excepto el cargo de conspiración y finalmente decidió que la fiscalía no había presentado suficientes evidencias para probar este cargo tampoco. En abril de 2002, el último cargo fue finalmente desestimado.

## Matrimonio e hijos
Heber Jentzsch se casó con la ciencióloga australiana Yvonne Gillham (de apellido de soltera Harding-Wilson) en 1972, pero ella falleció en 1978. Entre 1978 y 1988 estuvo casado con la entonces ciencióloga Karen de la Carriere (nacida en 1944). Según ella, Jentzsch fue presioando por David Miscavige para divorciarse.

## Desaparición
Tras servir de principal portavoz de la Cienciología durante los años 80 y 90, Heber Jentzsch dejó de hacer apariciones públicas a principios de los 2000. Según múltiples fuentes fue llevado a "El Agujero" en Gold Base. Por aquel entonces hubo una purga de ejecutivos sénior dentro de la iglesia de la Cienciología ordenada por Miscavige. Allí, él y otros reclusos tuvieron que vivir en condiciones de hacinamiento en un pequeño bungaló de oficina sin camas ni instalaciones sanitarias adecuadas.
Según Karen de la Carriere, Jentzsch pudo visitar a su hijo Alexander durante un día en 2010 y le dio un número de teléfono móvil para mantenerse en contacto. Más tarde, ese año, Alexander encontró el número de teléfono móvil desconectado. Esta fue supuestamente la última vez que Alexander y Heber se vieron antes de la muerte de Alexander en 2012.
A lo largo de los años, ha habido varios casos de familiares que intentaron comunicarse con Heber Jentzsch y verificar su bienestar. Su hermano David Jentzsch recordó haber hablado con Heber alrededor de 2002 y nuevamente en 2005 o 2006, donde reveló que la Cienciología lo había amenazado de muerte y que no se le permitiría irse. Para 2012 no había podido contactar a Heber por un tiempo. Sin embargo, se enteró de que su hermano asistió a un acto en memoria de Alexander ese año.
En 2018, la sobrina de Heber, Tammy Clark, recibió una carta en respuesta a una tarjeta de cumpleaños supuestamente escrita por él personalmente. Clark, sin embargo, cuestionó la autenticidad. Luego ella solicitó el apoyo de la policía local en Gold Base para poder verificar el bienestar de su tío. Según su relato, la policía primero estuvo de acuerdo, pero luego entró en Gold Base sin que ella estuviera presente. Posteriormente, un informe policial confirmó que Heber Jentzsch estaba presente en Gold Base, aparentemente bien pero supervisado por una "enfermera de tiempo completo" durante toda la reunión.
La iglesia de la Cienciología eliminó la biografía de Jentzsch de su sitio web entre 2009 y 2010 y ahora no menciona su nombre en ninguno de sus sitios web.

## Artículos
- Jentzsch, Heber (2000-04-21). "Liberty, Equality, Intolerance", Los Angeles Times.
- Jentzsch, Heber (1998-02-25). "German Scientologists" (letter to the Editor), The New York Times.